# Stambeno-gospodarski sklop Radovinović (Bitanga) u Imotskome
Stambeno-gospodarski sklop kuća Radovinović (Bitanga)  u gradiću Imotskome, Vladimira Nazora 1 je stambeno-gospodarski sklop koji predstavlja zaštićeno kulturno dobro.

## Opis dobra
Datacija: 1891. g.n.e. - 1982. godine. Monumentalna stambena kamena višekatnica s gospodarskim objektima i prostranom okućnicom u posjedu obitelji Radovinović (Bitanga) nalazi se sa zapadne strane župne crkve sv. Franje u Imotskom. Datira s kraja 19. st., a oblikovana je proporcionalno, jednostavno i simetrično te u duhu tradicionalne arhitekture podneblja. Specifično uređeni interijer sa sačuvanim originalnim artefaktima, opremom i namještajem prezentira nam visoki nivo kulture stanovanja u Imotskom s kraja 19. i poč. 20.st., a zelene površine na kaskadnim terasama nekad bogate kultiviranim vrtovima, voćnjacima, vinogradima i oranicama kao i impresivni vinski podrum svjedoče o zemljoposjedničkoj i vinarskoj povijesti obitelji.

## Zaštita
Pod oznakom Z-6783 zaveden je pod vrstom "nepokretna kulturna baština - pojedinačna", pravna statusa zaštićena kulturnog dobra, klasificirano kao "stambene građevine".